# 第二次マイソール戦争
第二次マイソール戦争（だいにじマイソールせんそう、英語：Second Anglo-Mysore War, カンナダ語：ಎರಡನೆಯ ಮೈಸೂರು ಯುದ್ಧ, タミル語：இரண்டாவது ஆங்கிலேய மைசூர் போர்）は、1780年から1784年にかけて、イギリス東インド会社とマイソール王国との間で南インドにおいて行われた戦争。

## 戦争に至る経緯
第一次マイソール戦争後、マイソール王国とのイギリスとの間にはこれといった争いは起こっておらず、マドラス条約に基づく平和が保たれていた。この間、マイソール王国の支配者ハイダル・アリーは国力の増強に努め、次の戦争の機会を窺っていた。
南インドには英仏間のアメリカ独立戦争の余波が伝わり、1778年にはイギリスがフランスの拠点ポンディシェリーを包囲した（ポンディシェリー包囲戦）ほか、 1779年にイギリスがフランスからケーララ地方の都市マーヒを奪った。軍事的にも重要だったこの地がイギリスに奪われたことで、南インドにおけるイギリスの脅威が増し、マイソール王国との対立が再燃した。
一方、マラーター王国を中心としたマラーター同盟は戦争後、ナーナー・ファドナヴィースとラグナート・ラーオとの間で争いが起こり、イギリスが後者に加担して第一次マラーター戦争が勃発した。この戦争で不利になったナーナー・ファドナヴィースは、1780年2月7日にマイソールのハイダル・アリーと反英で同盟するところとなった。
これにより、マイソール王国、マラーター王国、ニザーム王国との間に三者同盟が成立し、ハイダル・アリーはイギリスとの対決姿勢を見せた。

## 戦争の経過

### 緒戦におけるマイソール軍の勝利とイギリスの敗北
5月28日にハイダル・アリーはタミル地方へと出兵し、7月20日にの軍勢は山を越えてカルナータカ太守の領土（イギリス人は「カーナティック」と呼んだ）に侵攻した。マイソール側の略奪騎兵団は略奪、放火、殺戮を行い、カーナティック全土は恐怖に陥った。
しかし、その破壊は決して無差別的なものではなく、東インド会社に物資の供給と輸送を困難にするように念入りに仕組まれていた。ハイダル・アリーはその後陣に控えて、部下に主な町を占領させ、兵員を配備した。
一方、会社側の軍隊は一つはマドラス、もう一つは北サルカールのグントゥールにあった。総指揮官ヘクター・マンローは二軍団を合わせると8,000になるにもかかわらず、その軍隊の合体を遅らせるという、致命的な過ちを犯した。ハイダル・アリーはこれを好機と見て、息子のティプー・スルターンに弱いほうのグントゥールの軍勢を攻撃させた。一方、8月にハイダル・アリー率いるマイソール軍はマドラスを包囲した。
イギリス軍は初めのほうはマイソール軍を撃退できたが、数の劣勢と指揮官バイリエが優柔不断であったために戦線を破られて、数百名が戦死した（グントゥールの戦い）。マンローは救援軍をつれてグントゥールについたときにはすでに遅く、現地の駐在軍は全滅しており、翌朝に彼は大砲、弾薬、食料などをその場に捨てて、グントゥールからマドラスへと逃げ帰った。
この緒戦における敗北に関して、イギリスの歴史からはマンローとバイリエに悪口に近い非難を浴びせたが、マンローのほうは少なくとも経験に富んだ指揮官であった。だが、ハイダル・アリーのほうが明らかに幾度となく戦場を駆け巡り、高度な指揮手腕を発揮したに過ぎず、それに太刀打ちできなかったのである。
マンローはマドラスに包囲されたまま、同じく内陸部のヴァンデヴァッシュなどで包囲された友軍を助けに行くこともできずにいた。イギリスは事実上カーナティックを失うこととなり、その全土がマイソール側の支配に置かれていた。
ベンガルのカルカッタにいたベンガル総督ウォーレン・ヘースティングズは事態を重く見て、カルカッタの理事会員アイル・クートをマドラス救援に向かわせることにした。彼は癇癪もちであったが、ロバート・クライヴよりも有能で、経験に富んでいるとされていた人物であった。
アイル・クートは出撃したものの、カーナティック全土がマイソール側の支配下にあったため、牛馬や荷車を集めることができずに苦しんだ。彼はマドラスの会社軍と合流したのち、いくつかの激しい戦闘を行い、ヴァンデヴァッシュを解放することに成功した。
だが、アイル・クートはハイダル・アリーの非常に巧妙な消耗作戦のため、物資の補給に悩まされ続け、海岸線のセント・デーヴィッド要塞に引き上げざるを得なかった。そののち、彼は海路からの十分な補給を得て、マイソール側の主戦力との会戦を望みつつも、海岸線を南に前進した。
1781年7月1日、アイル・クート率いるイギリス軍とハイダル・アリーのマイソール軍はポルト・ノヴォで激突し、イギリス軍は激戦の末にマイソール側の大軍を破ることに成功した（ポルト・ノヴォの戦い）。
同年夏、ジョージ・マカートニーがマドラスに到着しその長官となると、彼はオランダの支配下にあるナーガパッティナムの占領を命じた。オランダ軍はマイソール軍の支援を得て戦ったが、最終的にナーガパッティナムはイギリスに占領された（ナーガパッティナム包囲戦）。 
1781年12月、ティプー・スルターンはイギリスからチットゥールを奪った。これは彼の訓練された軍隊が生み出した結果であった。また、ハイダル・アリー父子はケーララ地方のアラッカル王国やマーピラといったムスリムの支持を取り付け、のちにオランダ配下のマラヤ兵やムラカ兵の軍勢と合流した。
ポルト・ノヴォの戦いののち、ハイダル・アリーはタンジャーヴール・マラーター王国にも攻め入り、その領土は略奪・破壊された。1782年2月8日、ティプー・スルターンはその首都タンジャーヴール近郊アンナグディでイギリス軍を破った（アンナグディの戦い）。
結局、その君主トゥラジャージー2世はハイダル・アリーに忠誠を誓わざるを得なかった。タンジャーヴールの国土は実に9割が破壊された。この襲撃は「ハイダラカラム（Hyderakalam）」という伝承で語り継がれ、その復興は19世紀になるまでままならなかったという。
同年夏、ボンベイのイギリス勢力はマイソール王国の支配下にあるマラバール海岸を奪うため、増援軍を派遣した。ハイダル・アリーはティプー・スルターンに精鋭の軍を預け、この迎撃に向かわせた。

### ハイダル・アリーの死とティプー・スルターンの継承
ハイダル・アリーは戦争に躍起になっていたが、1782年12月にチットゥール近郊ナーラーヤナラーヤンペートの陣営で死亡した。
その後を継いで軍総司令官になったのは息子のティプー・スルターンである。彼はマイソールの高地にからカルナータカに通じる無数の谷間のどこか一つにイギリス軍をもぐりこませていた。しかし、ティプー・スルターンは聡明な人物で、きわめて大局的に物事を掌握し軍事にも秀でており、戦闘を有利に進め、「マイソールの虎」と呼ばれた。

### イギリス・フランス間の争い

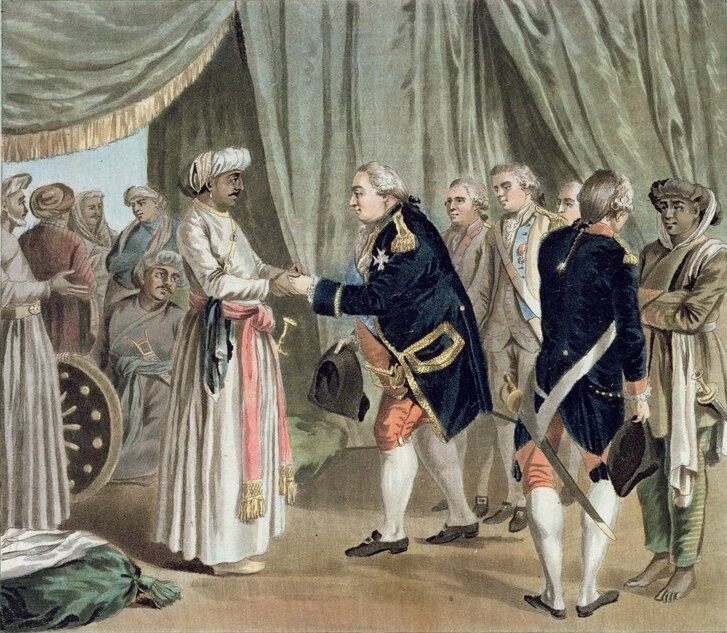
シュフランと面会するハイダル・アリー（1782年）

イギリスとフランスの関係は相いれないもので、ヨーロッパ本国では無論、南インドでは尚更であった。彼らがヨーロッパ方面で争うと、植民地でも同様に争われ、アメリカ独立戦争のイギリス・フランス間の争いがこの第二次マイソール戦争にも持ち込まれた。
マイソール王国とイギリスが戦闘に突入したのち、フランスはマイソール王国との同盟関係上、シャルル・ジョゼフ・パティシエール・ド・ビュシー、 ピエール・アンドレ・ド・シュフランという人物を送っていた。両者はハイダル・アリー父子に迎え入られ、前者はあまり活躍を見せなかったが、後者はこの戦争の後半戦で大きな働きがあった。
1782年2月7日、シュフラン率いるフランス艦隊がエドワード・ヒューズ率いるイギリス艦隊をベンガル湾、サドラス沖で破っていた（サドラスの海戦）ほか、その前後にはいくつかの戦いがあった。これはアメリカ独立戦争の戦いの一部としても数えられている。
さて、アイル・クートは大勝後に休養のためベンガルに帰還し、ジェームズ・スチュアートという人物がマドラス軍指揮官を引き継いだ。彼はマドラスを出発し、フランスの支配下にあるカッダロールを奪取しようと東海岸を進み、1783年6月7日にカッダロールを包囲した（カッダロール包囲戦）。
こうして、シュフラン率いるフランス艦隊はカッダロールの包囲を解くために進撃し、同月20日にフランス艦隊とイギリス艦隊がカッダロール沖で激突し、フランスの艦隊がまたしても勝利した。
同年9月3日にアメリカ独立戦争での講和条約であるパリ条約が締結されると、英仏は講和し、南インドにおける英仏間の争いも終わりを告げた。イギリスはフランスに占領地を返還したが、これ以降フランスが南インドにおいて深く関わることは無くなった。

## 講和と戦争の終結
一方、ティプー・スルターンも父ハイダル・アリーに負けておらず、その軍事的な才能からイギリス軍に多くの戦闘で勝利し、マイソール王国の拠点たるハイダルナガルを奪取しようとしたイギリス軍も撃退した（ハイダルナガルの戦い）。
1783年5月以降、マイソール軍がイギリスのマラバール海岸における拠点であるマンガロールを包囲しており、守備隊は包囲を解くことが出来ずに苦しんでいた（マンガロール包囲戦）。イギリス側は長期戦に苦しまされる羽目となり、本国でフランスとの講和が成立した以上、この戦争を終わらせることが妥当と考えた。
マイソール王国と共闘関係にあったマラーター王国は、1782年5月に第一次マラーター戦争の講和条約であるサールバイ条約を結び、戦線を離脱していた。この条約ではイギリスがマイソールから領土を回復するにあたっては、マラーターが援助することを約していた。ニザーム王国もまた、イギリスからグントゥール県を譲渡することを条件に戦線を離脱していた。三者同盟は事実上崩壊しており、マイソール側にとっても戦争の続行は不利だった。
1784年3月11日、イギリスとマイソール王国の双方は講和条約マンガロール条約を締結し、ここに第二次マイソール戦争は終結した。これにより、マンガロールの包囲は解かれ、領土は戦争前の状態に戻されることとなり、ティプー・スルターンはシュリーランガパトナへと帰還した。
マンガロール条約の文書はインドの歴史でも重要な文書である。というのも、インドの民族にとって、イギリスに腰を低くして休戦を請わせるように仕向けた最後の機会だったからである。戦後、ヘースティングズはこれを屈辱的な講和と呼び、国王と議会に「イギリス国民の信義と名誉が等しく侵害された」としてマドラス政府を罰するよう訴えた。